# Patrick Clement
Patrick Clement – francuski judoka.
Uczestnik mistrzostw świata w 1967. Zdobył siedem medali mistrzostw Europy w latach 1965 - 1971, w tym trzy w drużynie. Mistrz Francji w latach 1965 - 1968.